# 马里纳·斯托达德·埃克尔斯
马里纳·斯托达德·埃克尔斯（Marriner Stoddard Eccles，1890年9月9日 - 1977年12月18日），生於猶他州洛根市，美国银行家、经济学家，曾任美國聯邦準備理事會主席（1934年-1948年），而1934年時他的職稱是總裁。

## 擔任聯準會主席之前
在艾克爾斯年少時就已經在父親數個不同的事業中工作，畢業自楊百翰大學以後，其在1910年至英國蘇格蘭地區之格拉斯哥市志願服務，服務機構為耶穌基督後期聖徒教會（摩門教），而於1912年他的父親離世後，他接管家族的事業群，並在1916年創立其家族控股公司，名為艾克爾斯投資公司（Eccles Investment Company），並管理多家公司在1920年代中期前，他與他的親兄弟喬治及白朗寧家族控制十七家位於猶他州州、愛德華州、懷額明州此三州之銀行，並組建被認為是金控公司先驅的第一安全公司，其經理十五家銀行及一間儲蓄機構和貸款機構。1931年，因為艾爾克斯成功令自己的銀行避免崩潰，因此受大眾社稷所關注。1933年，國會邀請艾爾克斯講論其對大蕭條的看法，根據國會聽證紀錄，艾爾克斯計畫了五項恢復經濟規劃，並形成羅斯福新政的基礎。他在被小羅斯福總統指任為聯準會主席之前，曾短暫擔任財政部長小亨利·摩根索的助理。

## 1933年擔任聯準會主席
在艾爾克斯任內之初，他已起草1935年銀行法為手段行集權於重構的聯準會，其影響包括將聯邦儲備理事會（The Federal Reserve Board）改名為聯邦儲備系統理事會（The Board of Governors of the Federal Reserve System）、取消財政部長有官守議員（ex-officio membership of the secretary of the Treasury）的資格、撤銷聯準會理事會中出納審計官的職務、降儲備理事會人數至七名且增所有被任命之儲備理事會成員任期至十四年，並將儲備理事會執行官名稱由總裁及副總裁改成主席及副主席。此法並影響聯邦公開市場委員會，聯準會的董事代替原十二位地區儲備銀行董事成為聯邦公開市場委員會的主要委員。艾爾克斯可說是擁有最久影響力的聯準會主席。二戰期間，艾爾克斯以低利率聯動美國國債以助美國政府降低戰爭成本，艾爾克斯也出現於一些歷史關鍵時刻，例如1944年布列敦森林會議，他代表美國出席此次會議。

## 離任聯準會主席
在1948年離任後，重操在猶他州的銀行業至過世為止。